# Tall Hattabat (Dżabal Siman)
Tall Hattabat (arab. تل حطابات) – wieś w Syrii, w muhafazie Aleppo, w dystrykcie Dżabal Siman. W 2004 roku liczyła 270 mieszkańców.